# Kibramoa suprenans
Espèce
Synonymes
- Plectreurys suprenans Chamberlin, 1919

Kibramoa suprenans est une espèce d'araignées aranéomorphes de la famille des Plectreuridae.

## Distribution
Cette espèce est endémique des États-Unis. Elle se rencontre en Californie dans la région de Los Angeles et en Arizona dans les monts Baboquivari dans le comté de Pima.

## Description
Le mâle de Kibramoa suprenans suprenans décrit par Gertsch en 1958 mesure 7,7 mm et la femelle 8 mm et la femelle holotype de Kibramoa suprenans pima 9,5 mm.

## Liste des sous-espèces
Selon World Spider Catalog (version 14.5, 2014) :
- Kibramoa suprenans suprenans (Chamberlin, 1919) de Californie
- Kibramoa suprenans pima Gertsch, 1958 d'Arizona

## Publications originales
- Chamberlin, 1919 : New Californian spiders. Journal of Entomology and Zoology, Claremont, vol. 12, p. 1-17.
- Gertsch, 1958 : The spider family Plectreuridae. American Museum Novitates, no 1920, p. 1-53 (texte intégral).